# David Tua
David Tua (Mafaufau Tavita Lio Mafaufau Sanerivi Talimatasi) nació el 21 de noviembre de 1972 en Apia, Samoa. Es un boxeador de pesos pesados que disputó el título mundial ante Lennox Lewis y que era frecuentemente clasificado entre los mejores en los rankings. Nunca fue noqueado.

## Biografía
Tua nació en Apia al oeste de la isla de Samoa, pero su familia se trasladó a Mangere, en Auckland, Nueva Zelanda cuando él tenía diez años.

### Amateur
Después de muchas peleas como amateur, Tua disputó, como preparación para los Juegos Olímpicos, el Campeonato Mundial de Boxeo Aficionado de 1991, donde llegó hasta las semifinales derrotado por Félix Savon, obteniendo así la medalla de bronce.
Tua llegó a los Juegos Olímpicos de Barcelona 1992 para intentar ganar el oro al campeón mundial y máximo favorito, Félix Savon. En la segunda ronda se enfrentó al español José Ortega y lo ganó pasando a los cuartos de final, donde peleó ante el checo Vojtěch Rückschloss al que ganó también para llegar a las semifinales. En ellas se enfrentó a David Izonritei y perdió por 12:7, siendo relegado a la medalla de bronce. Finalmente ganaría el oro Savon por 14:1 ante Izonritei.

### Profesional
David se hizo profesional en diciembre de 1992 después de los Juegos Olímpicos y llegó a ser internacionalmente conocido por sus golpes de izquierda que terminaban sus peleas antes del límite. 
En sus 22 primeros combates solo cuatro rivales aguantaron hasta el final del combate, dándole esto gran reputación a nivel mundial. De esta forma, la oportunidad llegó en el siguiente combate ante John Ruiz (futuro campeón de los pesos pesados). El título en disputa era el WBC Internacional de los pesos pesados y ganó Tua en 19 segundos.
Su primera defensa fue ante Darrol Wilson al que ganó en el primer asalto y la segunda fue ante David Izon al que ganó en doce asaltos por K.O. técnico, ganando de esta manera la revancha por el combate perdido en los Juegos Olímpicos que le relegó al bronce. Su siguiente rival sería el futuro campeón de los pesos pesados Oleg Maskaev al que también ganó por K.O. técnico en once asaltos. Pero su gran ascenso en los rankings se vio frenado en su siguiente defensa, ya que perdió ante Ike Ibeabuchi en 12 asaltos en lo que fue una auténtica batalla entre dos boxeadores que siempre buscaban el K.O.
A los cinco meses de la derrota volvió a pelear ante Jeff Lally al que ganó en dos asaltos. Sus siguientes cuatro combates no fueron de gran relevancia; el último de ellos, Eric Curry, duró solo 43 segundos, hasta que peleó el 19 de diciembre de 1998 ante el futuro campeón de los pesados Hasim Rahman disputando el título USBA, el IBF Intercontinental y la eliminatoria para el título IBF. Tua ganaría con un K.O. técnico después de que Rahman fuese ganando en todo momento la pelea en la puntuación.
Durante el año 1999 y 2000 disputó otros cuatro combates los que acabó antes del tercer asalto, estos combates fueron de defensa de los títulos adquiridos contra Gary Bell, Shane Sutcliffe, Obed Sullivan y Robert Daniels. Justo después tuvo una oportunidad mundialista ante el campeón Lennox Lewis donde pondría en juego los títulos IBF, WBC e IBO. En esta pelea Tua perdería claramente por unanimidad a los puntos ante el campeón. Después de ese combate, Lewis renunciaría al título IBF y Tua disputaría las eliminatorias ante Darrell Nicholson al que ganó en seis asaltos y ante Chris Byrd ante el que perdió otra vez por unanimidad.
Después de esta derrota ganaría a Garing Lane, a Fres Oquendo por el título NABF, al excampeón de los pesos pesados Michael Moorer y a Russell Chasteen antes de la revancha ante Hasim Rahman. En esta pelea se disputarían la eliminatoria para el título IBF, pero el resultado fue de empate a los puntos, tras lo cual dejó de pelear.
Tuvo problemas con sus representantes y no volvería otra vez a los cuadriláteros hasta dos años más tarde, el 31 de marzo de 2005 pero siempre ante rivales de poca categoría. Sus últimas peleas las realizó en Utah y Míchigan el 18 de agosto y el 7 de septiembre de 2007 ante Saul Montana y Cerrone Fox respectivamente.
En el año 2003 fue nombrado el 48.º pegador más grande de todos los tiempos por The Ring después de pelear en 27 peleas y terminar en 23 de ellas antes de tiempo. En mayo del ese mismo año Lewis tuvo una pelea contra Kirk Johnson, el campeón de la IBO, pero no lo pudo realizar por problemas de Johnson mientras entrenaba. En vez de eso, tuvo un encuentro contra el púgil Vitali Klichkó, el mejor peleador de la WBO. Por un corte grande en el ojo, la pelea fue parada y Lewis se convirtió en campeón de la WBO. Con esa última pelea, Lewis decidió colgar los guantes para siempre, volviéndose comentarista de HBO.

## Resultados como amateur
- 1990 campeón del Campeonato de Oceanía en Nuku'alofa, Tonga.
- 1991 bronce en el Campeonato del Mundo en Sídney, Australia.
  - Derrotó a Mikael Lindblad (Suecia) a los puntos (24-17)
  - Perdió ante Felix Savon (RSCH-1)
- 1992 campeón del Campeonato de Oceanía y Trials Olímpicos en Apia, Samoa.
- 1992 bronce en los Juegos Olímpicos de Barcelona 1992 en España.
  - Derrotó a José Ortega (España) (RSCH-2)
  - Derrotó a Vojtěch Rückschloss (República Checa) (RSC-3)
  - Perdió ante David Izonritei (Nigeria) a los puntos (7-12)

## Resultados como profesional
| Fecha      | Rival              | Lugar                                                                   | Asaltos | V/D | Resultado        | Título                                     |
| 01-12-1992 | Ron Humes          | Virginia Beach, Virginia, Estados Unidos                                | 6       | V   | KO (1)           | ---                                        |
| 06-02-1992 | Lorenzo Poole      | Foxwoods Resort, Mashantucket, Connecticut, Estados Unidos              | 6       | V   | KO (1)           | ---                                        |
| 06-02-1993 | Lazaro Almanza     | Madison Square Garden, New York City, New York, Estados Unidos          | 6       | V   | TKO (3)          | ---                                        |
| 27-02-1993 | Howard Kelly       | Atlantic City, New Jersey, Estados Unidos                               | 6       | V   | TKO (3)          | ---                                        |
| 23-03-1993 | Alfredo Nevarez    | HemisFair Arena, San Antonio, Texas, Estados Unidos                     | 6       | V   | TKO (1)          | ---                                        |
| 28-05-1993 | Willie Washington  | Houston, Texas, Estados Unidos                                          | 6       | V   | KO (1)           | ---                                        |
| 22-06-1993 | Bruce Johnson      | Atlantic City, New Jersey, Estados Unidos                               | 6       | V   | TKO (2)          | ---                                        |
| 10-07-1993 | Larry Davis        | Fernwood Resort, Bushkill, Pensilvania, Estados Unidos                  | 6       | V   | KO (1)           | ---                                        |
| 25-09-1993 | Rick Honeycutt     | Mid-Hudson Civic Center, Poughkeepsie, New York, Estados Unidos         | 6       | V   | KO (2)           | ---                                        |
| 06-11-1993 | Krishna Wainwright | Caesars Palace, Las Vegas, Nevada, Estados Unidos                       | 6       | V   | Decisión Unánime | ---                                        |
| 26-11-1993 | Mike Acey          | ASB Basketball Stadium, Auckland, Nueva Zelanda                         | 10      | V   | KO (1)           | ---                                        |
| 05-02-1994 | Bill Corrigan      | Las Vegas, Nevada, Estados Unidos                                       | 8       | V   | KO (2)           | ---                                        |
| 16-04-1994 | Calvin Jones       | Las Vegas, Nevada, Estados Unidos                                       | 8       | V   | TKO (4)          | ---                                        |
| 07-05-1994 | Lester Jackson     | Atlantic City, New Jersey, Estados Unidos                               | 8       | V   | Puntos           | ---                                        |
| 13-08-1994 | Everton Davis      | Las Vegas, Nevada, Estados Unidos                                       | 10      | V   | Decisión Unánime | ---                                        |
| 01-10-1994 | Ken Lakusta        | The Scope, Norfolk, Virginia, Estados Unidos                            | 10      | V   | KO (4)           | ---                                        |
| 09-12-1994 | Cecil Coffee       | ASB Stadium, Auckland, Nueva Zelanda                                    | 10      | V   | KO (1)           | ---                                        |
| 04-03-1995 | Bruce Bellocchi    | Convention Center, Atlantic City, New Jersey, Estados Unidos            | 10      | V   | TKO (1)          | ---                                        |
| 20-05-1995 | Dan Murphy         | Convention Center, Atlantic City, New Jersey, Estados Unidos            | 10      | V   | TKO (5)          | ---                                        |
| 15-07-1995 | Sean Hart          | Caesars Tahoe, Stateline, Nevada, Estados Unidos                        | 8       | V   | Decisión Unánime | ---                                        |
| 26-08-1995 | Mauricio Villegas  | Convention Hall, Atlantic City, New Jersey, Estados Unidos              | 10      | V   | TKO (6)          | ---                                        |
| 13-01-1996 | Bruce Bellocchi    | Bally's Hotel & Casino, Atlantic City, New Jersey, Estados Unidos       | 10      | V   | TKO (2)          | ---                                        |
| 15-03-1996 | John Ruiz          | Convention Center, Atlantic City, New Jersey, Estados Unidos            | 12      | V   | KO (1)           | WBC Internacional                          |
| 21-07-1996 | Anthony Cooks      | Teamster's Hall, Baltimore, Maryland, Estados Unidos                    | 10      | V   | TKO (1)          | ---                                        |
| 20-09-1996 | Darroll Wilson     | James L. Knight Center, Miami, Florida, Estados Unidos                  | 12      | V   | KO (1)           | WBC Internacional                          |
| 21-12-1996 | David Izon         | Mohegan Sun Casino, Uncasville, Connecticut, Estados Unidos             | 12      | V   | TKO (12)         | WBC Internacional                          |
| 05-04-1997 | Oleg Maskaev       | Bally's Park Place, Atlantic City, New Jersey, Estados Unidos           | 12      | V   | TKO (11)         | WBC Internacional                          |
| 07-06-1997 | Ike Ibeabuchi      | Arco Arena, Sacramento, California, Estados Unidos                      | 12      | D   | Decisión Unánime | WBC Internacional                          |
| 22-11-1997 | Jeff Lally         | Taj Majal Hotel & Casino, Atlantic City, New Jersey, Estados Unidos     | 10      | W   | TKO (2)          | ---                                        |
| 10-03-1998 | Jeff Wooden        | Pikesville Armory, Pikesville, Maryland, Estados Unidos                 | 10      | W   | Decisión         | ---                                        |
| 18-04-1998 | Cleveland Woods    | Cow Palace, San Francisco, California, Estados Unidos                   | 10      | W   | TKO (3)          | ---                                        |
| 30-05-1998 | Nate Tubbs         | Convention Center, Atlantic City, New Jersey, Estados Unidos            | 10      | W   | KO (2)           | ---                                        |
| 26-09-1998 | Eric Curry         | Mohegan Sun Casino, Uncasville, Connecticut, Estados Unidos             | 10      | W   | TKO (1)          | ---                                        |
| 19-12-1998 | Hasim Rahman       | Miccosukee Indian Gaming, Miami, Florida, Estados Unidos                | 12      | W   | TKO (10)         | USBA IBF Intercontinental Eliminatorio IBF |
| 17-07-1999 | Gary Bell          | Caesars Tahoe, Stateline, Nevada, Estados Unidos                        | 12      | W   | TKO (1)          | USBA                                       |
| 23-10-1999 | Shane Sutcliffe    | MGM Grand, Las Vegas, Nevada, Estados Unidos                            | 10      | W   | TKO (2)          | ---                                        |
| 03-06-2000 | Obed Sullivan      | MGM Grand, Las Vegas, Nevada, Estados Unidos                            | 12      | W   | KO (1)           | USBA IBF Intercontinental                  |
| 21-07-2000 | Robert Daniels     | Regent Hotel & Casino, Las Vegas, Nevada, Estados Unidos                | 12      | W   | TKO (3)          | USBA IBF Intercontinental                  |
| 11-11-2000 | Lennox Lewis       | Mandalay Bay Resort & Casino, Las Vegas, Nevada, Estados Unidos         | 12      | D   | Decisión Unánime | WBC IBF IBO                                |
| 23-03-2001 | Danell Nicholson   | Texas Station Casino, Las Vegas, Nevada, Estados Unidos                 | 12      | W   | KO (6)           | Torneo Eliminación IBF                     |
| 18-08-2001 | Chris Byrd         | Cox Pavilion, Las Vegas, Nevada, Estados Unidos                         | 12      | D   | Decisión Unánime | USBA Final Torneo Eliminación IBF          |
| 19-12-2001 | Garing Lane        | Feather Falls Casino, Oroville, California, Estados Unidos              | 10      | W   | TKO (8)          | ---                                        |
| 13-04-2002 | Fres Oquendo       | Mountaineer Race Track, Chester, West Virginia, Estados Unidos          | 12      | W   | TKO (9)          | NABF                                       |
| 17-08-2002 | Michael Moorer     | Trump Taj Mahal, Atlantic City, New Jersey, Estados Unidos              | 10      | W   | KO (1)           | ---                                        |
| 30-11-2002 | Russell Chasteen   | Taj Majal Hotel & Casino, Atlantic City, New Jersey, Estados Unidos     | 10      | W   | KO (2)           | ---                                        |
| 29-03-2003 | Hasim Rahman       | Spectrum, Philadelphia, Pensilvania, Estados Unidos                     | 12      | E   | Puntos           | Torneo Eliminación IBF                     |
| 31-03-2005 | Talmadge Griffis   | Waitakere's Trusts Stadium, Auckland, Nueva Zelanda                     | 10      | W   | TKO (10)         | ---                                        |
| 21-10-2005 | Cisse Salif        | Seminole Hard Rock Hotel and Casino, Hollywood, Florida, Estados Unidos | 10      | W   | Decisión         | ---                                        |
| 26-07-2006 | Edward Gutiérrez   | Hammerstein Ballroom, New York City, New York, Estados Unidos           | 10      | W   | KO (4)           | ---                                        |
| 03-11-2006 | Maurice Wheeler    | Roseland Ballroom, New York City, New York, Estados Unidos              | 10      | W   | KO (7)           | ---                                        |
| 22-02-2007 | Robert Hawkins     | Roseland Ballroom, New York City, New York, Estados Unidos              | 10      | W   | Decisión Unánime | ---                                        |
| 18-08-2007 | Saul Montana       | South Town Exhibition Center, Sandy, Utah, Estados Unidos               | 10      | W   | KO (1)           | ---                                        |
| 07-09-2007 | Cerrone Fox        | Soaring Eagle Casino, Mt. Pleasant, Míchigan, Estados Unidos            | 2       | W   | TKO (2)          | ---                                        |